# Hermann Bruhn (Schauspieler)
Hermann Bruhn (* 28. Dezember 1928 in Kiel) ist ein deutscher Brauereikaufmann, niederdeutscher Schauspieler und Autor.

## Leben
Bruhn ist der Sohn eines Spediteurs, seine Wiege stand in der Kieler Altstadt. Während des Zweiten Weltkriegs besuchte er die Volks- und Realschule in der zerbombten Marinestadt. Nach dem Krieg machte er zunächst eine Lehre als Großhandelskaufmann in der Genussmittel-Industrie, besuchte ab 1948 die Höhere Kaufmännische Handelsschule Kiel und war dann 35 Jahre als Brauerei-Kaufmann tätig, davon 25 Jahre als PR-Abteilungsleiter für Schleswig-Holstein.
Von der Schulzeit an war das Theater Bruhns große Leidenschaft. 1952 wurde er Mitglied der Niederdeutschen Bühne Kiel und Allesspieler, je nach Alter, vom jugendlichen Liebhaber bis zum greisen Großvater. Er spielte 122 Rollen, führte 26-mal Regie und wirkte bei Platt in III in Aufzeichnungen des NDR Fernsehens mit. Auch als Schriftsteller war er erfolgreich. Er schrieb Bühnenstücke, einige mit Musik, Hörspiele für den NDR und Bücher in Plattdeutsch über Kiel und Schleswig-Holstein.
Hermann Bruhn lebt in Kronshagen.

## Auszeichnungen
- 1969: Anerkennungspreis des Niederdeutschen Bühnenbundes für Nachtigall ünner Kreihn
- 1994: Ehrennadel des Landes Schleswig-Holstein
- Anerkennungspreis Dr. Hans Hoch Stiftung in Neumünster

## Werke
- Pension Möwe, Schwank in drei Akten. Selbstverlag, Kiel 1963
- Fofftein, Musikalisches Lustspiel, Musik: Otto Karl Sigmund, Selbstverlag, Kiel 1965
- Hart in't Holt, Een Spill in veer Optöög, Selbstverlag, Kiel 1966
- Nachtigall ünner Kreihn: Een eernsthaftig Spill um junge Lüüd, Karl-Mahnke Theaterverlag, Verden 1971
- Foftein, Musikalisches Lustspiel, Musik: Otto Karl Sigmund, Karl-Mahnke Theaterverlag, Verden 1974
- Ick un mien Vadder, Verlag Michael Jung, Kiel 1971
- Kiel hett Burtsdag: Wat sünd al 750 Jahr?, Verlag Michael Jung, Kiel 1992
- Lach mol'n beten: Döntjes, Hrsg. Hermann Bruhn, Verlag Michael Jung, Kiel 2001
- Lachen köst doch nix!: Döntjes, Hrsg. Hermann Bruhn, Verlag Michael Jung, Kiel 2003
- Lach doch mal!: Döntjes, Hrsg. Hermann Bruhn, Verlag Michael Jung, Kiel 2004
- Jümmer wat to'n Lachen!: Döntjes, Hrsg. Hermann Bruhn, Verlag Michael Jung, Kiel 2005